# NGC 6954
NGC 6954 (również PGC 65279 lub UGC 11618) – galaktyka spiralna (S0-a), znajdująca się w gwiazdozbiorze Delfina. Odkrył ją Albert Marth 28 czerwca 1863 roku.